# All Saints
All Saints var et engelsk pigeband, der var aktive i perioden 1996-2001 og igen fra 2006-2009. Selv om All Saints kun nåede at udgive to album, inden gruppen blev opløst i 2001, opnåede gruppen alligevel en vis popularitet.
I modsætning til det dominerende pigeband i 1990'erne,  Spice Girls var All Saints ikke skabt og sammensat af en producer. All Saints blev dannet af de to korsangerinder Melanie Blatt og Shazney Lewis. Oprindeligt havde de et tredje medlem Simone Rainford, og gruppen hed All Saints 1.9.7.5. efter pigernes fødselsår, men pigerne blev uenige om den musikalske linje, og Simone forlod gruppen.
I stedet kom søstrene Natalie og Nicole Appleton med, og i 1997 var debuten All Saints klar. Gruppens første single "I Know Where Its At" klarede sig pænt, men det helt store gennembrud kom med "Never Ever".
I forbindelse med Leonardo DiCaprio-filmen The Beach lavede All Saints nummeret "Pure Shores", der var produceret af William Orbitt. Nummeret blev et af gruppens største hits, og blev i 2000 fulgt op af gruppens andet album Saints and Sinners, der blandt andet indeholdt nummeret "Black Coffee".
Melanie Blatt mødte Jamiroquai-bassisten Stuart Zender, som siden forlod funk-gruppen for at bruge tid på Melanie og deres fælles barn. Nicole Appleton nåede at date Robbie Williams, hvilket resulterede i nummeret "Bootie Call", før hun fandt sammen med Liam Gallagher fra Oasis, og søsteren Natalie dannede par med Liam Howlett fra The Prodigy.
I 2001 gik kvartetten hver til sit, angiveligt efter længere tids skænderier.[kilde mangler] Alle fire medlemmer forsøgte sig efterfølgende med solo-karrierer uden den store succes.
Efter flere års barsel til alle gruppens medlemmer blev All Saints gendannet i 2006, og det tredje album Studio 1 udkom i november måned med førstesinglen "Rock Steady". Selvom singlen opnåede en 3. plads, opnåede albummet kun en 40. plads i sin første uge på den engelske hitliste.
Gruppen blev igen opløst i 2009, og den 25. maj døde Simone Rainford af nyresvigt som følge af cancer i en alder af 38 år.
I november 2013 blev det offentliggjort, at gruppen igen ville blive gendannet på en turne, hvor de var opvarmning til Backstreet Boys ved fem koncerter i Storbritannien og Irland i 2014.  De indspillede deres fjerde studiealbum Red Flag, som udkom den 8. april 2016.

## Diskografi

### Albums
- 1997 All Saints
- 2000 Saints & Sinners
- 2006 Studio 1
- 2016 Red Flag
- 2018 Testament

### Opsamlingsalbums
- 2001 All Hits
- 2007 Pure Shores: The Very Best of All Saints